# Saint-Georges-de-Livoye
Saint-Georges-de-Livoye ist eine französische Gemeinde mit 205 Einwohnern (Stand: 1. Januar 2022) im Département Manche in der Region Normandie. Sie gehört zum Kanton Isigny-le-Buat und zum Arrondissement Avranches. 

## Geographie
Die Gemeinde grenzt im Norden an La Chaise-Baudouin, im Nordosten an Notre-Dame-de-Livoye, im Südosten an Brécey, im Süden an Vernix und im Westen an Tirepied-sur-Sée. An der südöstlichen Gemeindegrenze verläuft das Flüsschen Bieu.

## Bevölkerungsentwicklung
| Jahr      | 1962 | 1968 | 1975 | 1982 | 1990 | 1999 | 2008 | 2018 |
| --------- | ---- | ---- | ---- | ---- | ---- | ---- | ---- | ---- |
| Einwohner | 304  | 282  | 236  | 190  | 180  | 181  | 219  | 201  |

## Sehenswürdigkeiten

Kirche Saint-Georges

- Kirche Saint-Georges